# Lisianski
Lisianski, ook wel in het Hawaïaans Papa‘āpoho ("Plat eiland met een laagte") genoemd, maakt deel uit van het Papahānaumokuākea Marine National Monument in de keten van Hawaïaanse eilanden in de noordelijke Stille Oceaan, 1676 km ten noordwesten van Honolulu. Het eiland heeft een oppervlakte van 1,5 km2 en het hoogste punt is 12 m boven zeeniveau. Lisianski ligt binnen de uitgebreide Neva Shoals. Toegang tot het eiland is alleen mogelijk per helikopter, of per boot naar een smal strand aan de zuidoostkant van het eiland.
Het eiland is het overblijfsel van een dode vulkaan die door erosie bijna onder de zeespiegel is verdwenen. Op het eiland is een depressie tussen twee hoge zandduinen, die waarschijnlijk vroeger een lagune is geweest zoals nu nog aanwezig is op het buureiland Laysan. Meer dan drie kwart van de Boninstormvogels die in Hawaï broeden hebben hun nest hier. Waarschijnlijk kwam vroeger ook de Laysaneend op Lisianski voor.
Het eiland is genoemd naar Yuri Feodorovich Lisianski, een officier van de Russische Keizerlijke Marine. Lisianski was de commandant van de sloep Neva, een ontdekkings schip dat in 1805 vast liep op het eiland. Lisianski berichtte dat het eiland van weinig belang was, behalve dat de omringende riffen en zandbanken een gevaar waren voor de scheepvaart.
Koning Kamehameha IV claimde het eiland voor het Koninkrijk Hawaï op 10 mei 1857. In 1890 huurde de North Pacific Phosphate and Fertilizer Company het eiland voor 20 jaar van het Koninkrijk Hawaï.
In 1909 werd Lisianski door president Theodore Roosevelt opgenomen in het nieuwe Hawaiian Islands Bird Reservation. De reden was dat vogels op het eiland bedreigd werden door stropers.

## Neva Shoals
Neva Shoals is een ondiep koraalrif met een oppervlakte van 979 km2, meer dan de helft van de oppervlakte van Oahu, ten zuidoosten van het eiland. Neva Shoals is door Lisianski genoemd naar zijn schip de Neva. Duikers beschrijven het rif als een "koraaltuin" omdat er 24 verschillende soorten koraal gevonden zijn in de Neva Shoals.